# Coccocypselum lanceolatum
Coccocypselum lanceolatum (Ruiz & Pav.) es una especie de la familia Rubiaceae y del género Coccocypselum, nativa de Sudamérica y comúnmente conocida como bananillos azules. Las características que la diferencian de las demás especies del género Coccocypselum son: 
- Pelosidad de las ramitas y hojas ausente o, si presente, entonces canescente, lanuginosa, estrigulosa, estrigosa, pilosa o pilósula con los tricomas adpresos a patentes; hojas lanceoladas, elípticas, oblongas a ovadas y truncadas, la base obtusa o aguda.
- Nervaduras foliares secundarias 8-12 pares; inflorescencias subglobosas, con 10-20 flores; lobos calicinos reflexos en la antesis, agudos a obtusos.[1]

### Distribución
En Colombia tiene observaciones en INaturalist para las ciudades de Cali, Tunja, Manizales, Medellín, Barranquilla, Planes de San Rafael (Santuario, Risaralda) y Bucaramanga, además, observaciones en Venezuela, Guayanas, Ecuador, Perú, Bolivia, Brasil, Paraguay y Argentina. Una investigación en el Parque nacional natural Serranía de los Yariguíes, la enlistó en las especies encontradas en esa zona, así como un catálogo de especies de La planada, una reserva natural en el municipio de Ricaurte.

### Morfología
Las hojas son opuestas y simples, con coloración en la haz verdes oscuras y verde claro en el envés, peciolada, forma ovada-lanceolada, de textura membranácea y con presencia de estípulas interpeciolares y venación conspicua. Respecto a la inflorescencia, es una umbela, con flores de coloración púrpura con blanco y de tamaño pequeño (aproximadamente 1 cm), actinomorfa, completa, perfecta. Perianto heteroclamídeo; cáliz gamosépalo con cuatro sépalos y corola gamopétala con cuatro pétalos. Hermafrodita con cuatro estambres inclusos y libres. Gineceo sincárpico; ovario ínfero con un carpelo bicarpelar. La fórmula floral es K(4)C(4)A4Ḡ(2). El fruto es una pseudobaya de coloración azul brillante, simple, hueco, con forma globosa a ovoide, proveniente de ovario ínfero, indehiscente y de numerosas semillas. La raíz presenta crecimiento secundario, sus ramificaciones son delgadas. Presenta tallo herbáceo, pubescentes, forma circular, simetría radial, con pelos multicelulares, con coloraciones verde en el ápice y café en la base.